# Arc-et-Senans
Arc-et-Senans é uma comuna francesa na região administrativa de Borgonha-Franco-Condado, no departamento de Doubs. Estende-se por uma área de 14,98 km². Em 2010 a comuna tinha 1 648 habitantes (densidade: 110 hab./km²).